# Циммерман, Герберт
Герберт Циммерман (нем. Herbert Zimmermann; 22 августа 1907, Айслебен, Германская империя — 31 декабря 1965, Билефельд, ФРГ) — немецкий юрист, оберштурмбаннфюрер СС, командир полиции безопасности и СД в Белостоке.

## Биография
Герберт Циммерман родился 22 августа 1907 года в семье чиновника и вырос в Мерзебурге. С 1927 года изучал теологию, но после одного семестра обучения перевёлся на юридический курс. В 1932 года сдал первый государственный экзамен, а 31 мая 1933 года получил докторскую степень по праву. 1 сентября 1933 года вступил в НСДАП (билет № 3065231) и 8 марта 1933 года был зачислен в ряды СС (№ 118240). После завершения юридической стажировки он стал судебным заседателем в прокуратуре Магдебурга, а также работал в провинциальной администрации Мерзебурга. В конце 1937 года поступил на службу в министерство внутренних дел, где занимался экспатриацией еврейских эмигрантов.
С 1939 года служил в гестапо в Мюнстере. В 1940 году стал начальником гестапо в Бремене. В мае 1943 года получил должность командира полиции безопасности и СД в Белостоке. Кроме того, был заместителем командира айнзацгруппы B и одной из ведущих фигур в уничтожении евреев. В июле 1944 года ему пришлось бежать от наступающей Красной армии в Кёнигсберг. Циммерман был отправлен на запад и был назначен командиром полиции безопасности и СД в Вестмарке.

### После войны
После окончания войны скрывался под фамилией Цольнер и работал батраком. Осенью 1945 года был арестован французами, но совершил побег из плена в начале 1946 года. Он переучился в Тюрингии на плотника, а также обучался в строительной школе в Хагене, где получил специальность инженера-строителя. Фальшивые документы Циммермана защитили его от выдачи со стороны польских властей, которые разыскивали его за убийства 1125 поляков и жителей двух деревень. В 1949 году его семья перебралась с востока Германии на запад. В 1952 году Циммерман развёлся со своей женой, но позже сочетался браком с дочерью вестфальского помещика. После первых законов об амнистии в июле 1953 стал помощником адвоката, а в декабре 1954 Циммерман работал адвокатом в окружном и земельном суде Киля. С февраля 1957 года занимался адвокатской деятельностью в Билефельде.
В 1959 году ему предъявили обвинение в военных преступлениях, поскольку он был ответственным за расстрел 1125 поляков и сожжение трёх деревень. Будучи командиром полиции безопасности и СД, он отвечал за уничтожение гетто в Белостоке. Больные люди были убиты на месте, а остальных Циммерман отправил в лагеря смерти, из которых по меньшей мере 15 000 человек были уничтожены в Треблинке. Его обвиняли в депортации нескольких сотен белостокских детей в Терезиенштадт, а уже оттуда в концлагерь Освенцим. В начале 1944 года он приказал сжечь и выкопать 40 000 тел из массовых захоронений, в этих работах были задействованы 30 евреев, которые потом были расстреляны. В 1954 году ему вменялся в вину расстрел командира охранной полиции во Фрайбурге, который был казнён в 1945 году за то, что отказался участвовать в создании местной организации Вервольф. 7 июля 1954 года земельный суд Мюнхена оправдал его. В 1959 году Циммерман обвинялся в уничтожении в июле 1944 года 100 заключённых в Белостокской тюрьме, но снова был оправдан земельным судом Билефельда. В ходе следствия Циммерман отказался давать какие-либо показания, не комментируя предъявленные ему обвинения. Но в результате дальнейших расследований земельный суд Билефельда в 1964 году предъявил ему уже третье обвинение в убийстве и пособничестве в убийстве 16 000 человек. 29 декабря 1965 года был выдан ордер на его арест. 31 декабря 1965 года Циммерман покончил жизнь самоубийством.